# Clan Gnecco
El Clan Gnecco, se refiere a un clan familiar que se originó en el departamento colombiano de La Guajira. El clan proviene de familias migrantes de Italia a Colombia en el Siglo XIX y de familias guajiras de mestizos españoles y tribus de la etnia Wayú.
Algunos miembros del clan surgieron económicamente en La Guajira con el contrabando y crimen organizado en la frontera colombo-venezolana, en la ruta La Paz-Maicao-Maracaibo y el comercio ilegal marítimo que llega a la península de La Guajira. Luego pasaron al paramilitarismo, narcotráfico, y lavado de activos que invirtieron principalmente en ganadería, comercio y propiedades en bienes raíces. Otros surgieron económicamente profesionalmente, pero continuaron colaborando con sus familiares y parientes en otras capacidades. En la década de 1990, miembros del clan lograron incurrir en la política del sur de La Guajira y el Cesar, y luego en el departamento del Magdalena. Con su poderío económico en la política, el clan se ha convertido en uno de los más influyentes de la región Caribe de Colombia, eligiendo a sus miembros al Congreso, y manejando burocracia y contratación Estatal a nivel nacional, regional y local. Han incurrido en la compra de votos (constreñimiento al elector) e intimidación, realizando alianzas con grupos al margen de la ley, como las AUC, las FARC y otras bandas criminales como "Los Curicheros" de Marquitos Figueroa. También han tenido contacto directo con la cúpula del chavismo y el narcoestado venezolano que lidera el Cartel de los Soles.
En La Guajira, en cabeza de Kiko Gómez Cerchar, se han enfrentado frontalmente a elementos del Cartel de La Guajira por el control político y económico de la región. En el Cesar y el Magdalena, elementos del clan se aliaron inicialmente con las AUC, y luego se enfrentaron al jefe paramilitar Rodrigo Tovar Pupo alias "Jorge 40", que terminó asesinando en 2001 al jefe del clan en ese momento, Jorge Gnecco. En el Magdalena, Jorge Gnecco Cerchar tuvo alianza del narcotráfico con el narcoparamilitar Hernán Giraldo, Luego de la muerte de Jorge, el liderazgo del clan familiar recayó en Cielo, Nelson Gnecco Cerchar y su sobrino José Alfredo Gnecco. Líderes del clan tienen nexos directos con Marquitos Figueroa, quien estaría bajo Nelson Gnecco y Kiko Gómez Cerchar.

## Influencia en la política
El clan ha apoyado las campañas políticas tanto de familiares, como de aliados políticos del clan. En el departamento del Magdalena han sido cercanos al Clan Cotes.
Entre los familiares, el primero en aventurarse en la política fue uno de los primos del clan Jaime Gnecco Hernández, quien llegó a ser diputado de la Asamblea del Cesar, y Miguel Gnecco Hernández quien fue alcalde de Valledupar en 1978. 
Sin embargo, el surgimiento exponencial del clan Gnecco Cerchar en la política se le atribuye a Jorge Gnecco, quien también resultó elegido diputado a la Asamblea departamental del Cesar. Con su poderío económico aspiró tomarse el poder político en los departamentos de Cesar, La Guajira y Magdalena, para refundar el Magdalena Grande y así proteger las rutas del contrabando.

"Jorgito Gnecco decía que si poníamos a los gobernadores de los tres departamentos y montábamos de tres a cuatro senadores y unos ocho representantes, crearíamos una fuerza que fácilmente podía exigirle al presidente dos ministerios".
La Silla Vacía sobre Jorge Gnecco Cerchar.

De la mano de grupos armados paramilitares, Jorge Gnecco apoyó a su hermano Lucas Gnecco dos veces a la gobernación del Cesar. Lucas terminaría con tres condenas a cuesta, una de 24 años de cárcel por la "suscripción irregular de millonarios contratos y por constreñimiento al elector".
En sus zonas de influencia han apoyado campañas presidenciales de César Gaviria, Ernesto Samper, Horacio Serpa, Álvaro Uribe, Juan Manuel Santos, Germán Vargas Lleras e Iván Duque.

## Miembros
Los apellidos Gnecco (pron. italiana "ñeco" o coloquialmente castellanizado a "géneco") y Cerchar (castellanizado del italiano Cerchiaro, pron. "cherkiaro") son originarios de la región de Génova, Liguria, al norte de Italia. Los Gnecco y los Cerchar se asentaron en el sur del departamento de La Guajira en el Siglo XIX.
El patriarca de los Gnecco Cerchar fue Lucas de Jesús Gnecco Navas, quien fue un reconocido contrabandista, marimbero en la Alta Guajira que invertía sus ganancias en ganadería, lo cual es el origen de la riqueza actual de la familia. Su esposa fue la matrona Elvia Cerchar de Gnecco y sus hijos fueron:
- Lucas Gnecco: Lucas fue gobernador del departamento del Cesar dos períodos y condenado por corrupción y paramilitarismo. Casado con Dennis Martha "Lilo" Zuleta Carrillo. Falleció en Medellín el 7 de julio de 2023. Lucas Gnecco Cerchar es padre de: 
  - Eliana María Gnecco Martínez: Hija mayor de Lucas Gnecco y cantante.
  - José Amiro Gnecco Martínez: Médico y contratista. En el 2002, José Amiro fue secuestrado por desconocidos en el sur de Bogotá a las afueras del Hospital donde laboraba como médico.[14] Tiempo después fue liberado y José Amiro contrajo matrimonio con la periodista Vicky Dávila en 2008, convirtiéndose en nuera de Lucas Gnecco.[15] Años después, se convirtió en madre de su hijo Salomón Gnecco Davila. Tuvo contratos con la alcaldía de Gustavo Petro en Bogotá que incluyeron los contratos N.º 77-13 del 4 de febrero del 2013 (OPS-775-12 más adiciones); el contrato N.º J-003-14 del 30 de enero del 2014 y el contrato N.º OPS-J008-15 del 5 de febrero del 2015.[2] Uno de los contratos tuvo un monto de COP$ $1.127 millones de pesos en contratación con el Hospital La Victoria III Nivel de Bogotá y su objeto social fue "prestación de servicios médicos especializados en Oftalmología".[2]
  - José Alfredo Gnecco: Senador de la república. Su pariente, el sicario Armando Gnecco Vega alias "Mandarino", también sobrino de Jorge Oñate, usaba una identidad a nombre de José Alfredo para realizar trámites.[16] En octubre de 2014 la entonces senadora Claudia López señaló al senador José Alfredo Gnecco y Antenor Durán de estar relacionados con la banda criminal del narco Marquitos Figueroa, sin embargo luego se retractó.[17] Está involucrado en el escándalo del "Cartel de la toga" junto a su padre en sobornos a magistrados de las altas cortes colombianas.[18] Antes de ser extraditado a Estados Unidos, el corrupto exfiscal anticorrupción, Luis Gustavo Moreno involucró en hechos de corrupción a Lucas Gnecco y a su hijo José Alfredo Gnecco.[18]
  - Eddie José Gnecco Zuleta: Hijo menor de Lucas Gnecco.
  - José Eduardo Gnecco Zuleta, alias "Lalo": Concejal de Valledupar tras resultar electo en las Elecciones regionales de Colombia de 2019.[19]
  - Xilena María Gnecco Zuleta: Hija menor de Lucas Gnecco.

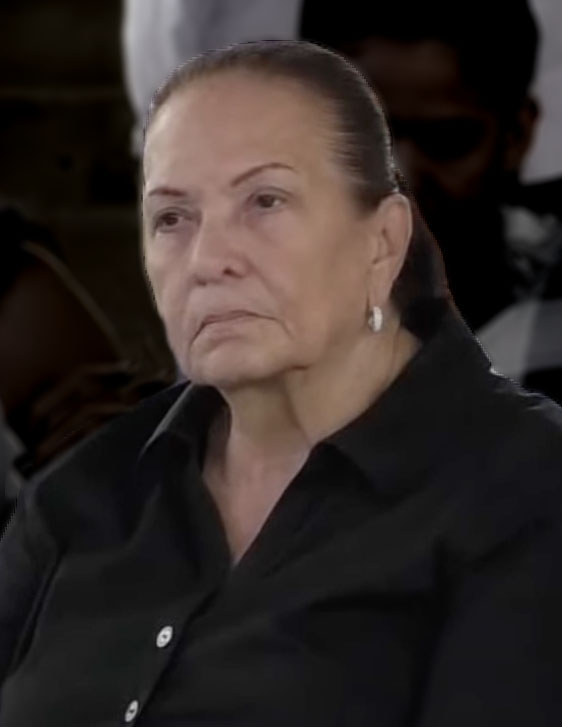
Cielo Gnecco, en 2023 acusada por la fiscalía de los presuntos delitos de secuestro agravado y homicidio.

- Cielo Gnecco: Casada con el empresario de las estaciones de gasolina y ganadero Luis Alberto Monsalvo Ramírez. Actualmente está acusada por los delitos de secuestro agravado y homicidio. Ella es madre de:

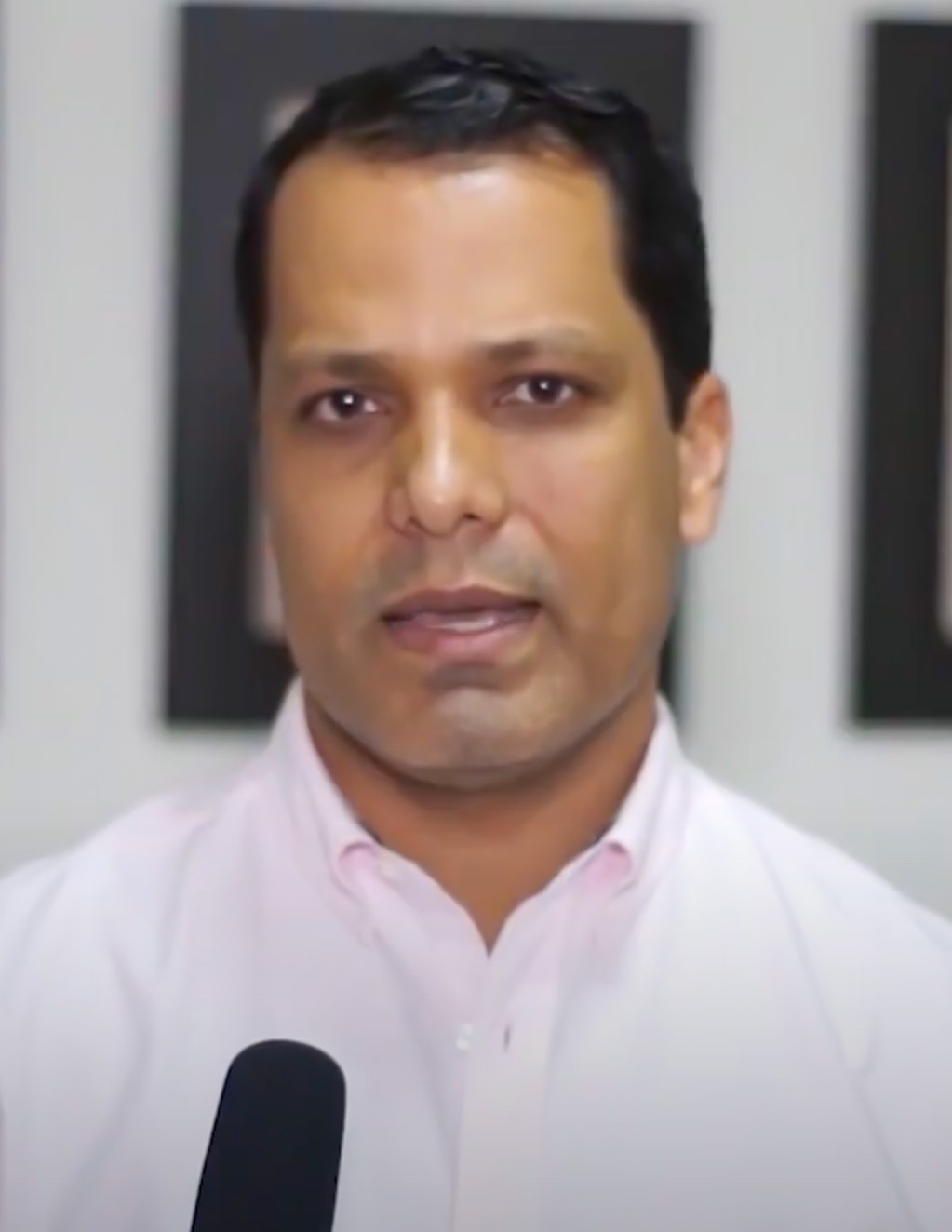
Luis Alberto Monsalvo Gnecco condenado por corrupción en 2024

- - Luis Alberto Monsalvo: Representante a la Cámara y dos veces gobernador del Cesar. Condenado por corrupción en 2024.[21]
  - Viviana Monsalvo Gnecco: Señorita Cesar 1998 y excandidata a la gobernación del Cesar.[22]
  - José Jorge Monsalvo Gnecco: Empresario ganadero mayor productor de leche en el César.[23][24]

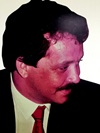
Jorge Gnecco.

- Jorge Gnecco:[4] Tras su muerte en 2001, familiares, hijos y su viuda María del Pilar Espinosa, se vieron envueltos en una disputa por su millonaria herencia producto del narcotráfico, paramilitarismo y otros negocios con un narco que pretendía a la viuda llamado Eduardo Dávila Armenta quien es propietario del equipo deportivo Unión Magdalena y que está preso por el homicidio de su esposa Carmen Vergara Diazgranados. La disputa fue hecha pública a través de medios nacionales.[25] Sus hijos son:
  - Jorge Camilo Gnecco Espinosa: Principal heredero y gerente de las empresas que dejó su padre Jorge Gnecco Cerchar. Con su empresa MORANO Group, el entonces gobernador del Magdalena Carlos Caicedo le adjudicó el contrato de construcción del Estadio Sierra Nevada de Santa Marta.[26] Sus hijos son:
    - Andrea del Pilar Gnecco Espinosa.
    - Valeria Gnecco Espinosa.
    - John Aníbal Gnecco Espinosa.

- Nelson Gnecco: Tras la muerte de Jorge, asumió el liderazgo del clan en el narcotráfico y el paramilitarismo.[7]
  - Ronnie Gnecco: Experto en aviación, graduado como técnico en estructura de aeronaves, y especializado en Ingeniería Aeronáutica.[27] Ha trabajado para la empresa europea Airbus.[28]

- José Eduardo "Pepe" Gnecco: Excongresista, miembro del ala política del clan, y de los paramilitares de las AUC, fue firmante del Pacto de Ralito y parte de la Parapolítica, pacto que buscó refundar la República de Colombia.[9]

- Gina Gnecco: Estuvo casada con Rafael Bolaños Guerrero, pero se mantuvo al margen de la vida política de su esposo.[29] Sus hijas son:
  - Cindy Bolaños Gnecco.
  - Julianne Inés Bolaños Gnecco.

Los hermanos crecieron en el corregimiento de Papayal, zona rural del municipio de Barrancas al sur de La Guajira. Luego se mudaron al barrio Gaitán en la ciudad de Valledupar, donde Lucas, Jorge y Nelson se dedicaron al robo de vehículos y partes en Venezuela, que luego ingresaban a Colombia cargados con cigarrillos y whiskey de contrabando.

### Medio hermano
- Hugo Felipe Gnecco Carrillo: Nacido en Papayal, Guajira pero estuvo residenciado en Santa Marta.[31] Estuvo casado con Aurora Arregocés Ariza.[31] Fue padre de: 
  - Hugo Miguel Gnecco Arregocés: Hijo mayor de Hugo Gnecco Carrillo.
  - Amiro José Gnecco Arregocés: Fue aportante a la campaña electoral de Carlos Caicedo.[26]
  - Jorge Gnecco Arregocés.
  - Natalia Gnecco Arregocés: Escritora y periodista.[32]
  - Juan Carlos Gnecco Arregocés.
  - Hugo Alberto Gnecco Arregocés: Fue dos veces alcalde de Santa Marta (1993 y 2001).[33]  La justicia colombiana lo condenó a nueve años de cárcel por prevaricato y celebración indebida de contratos, por lo que escapó a Venezuela y se mantuvo prófugo.[9]
  - Flor Gnecco Arregocés: Hija menor de Hugo Gnecco Carrillo. Fue senadora de la República de Colombia. Ha sido aportante a la campaña electoral de Carlos Caicedo.[26] Caicedo estableció vínculos con el clan Gnecco y les entregó el contrato del Plan de Alimentación Escolar (PAE) bajo control de Flor Modesta Gnecco, y su primo Luis Gabriel Arregocés.[26]

### Los Primos
Entre los primos y parientes del clan Gnecco Cerchar figuran: 
- Andrés Samper Gnecco: Primo hermano de Lucas de Jesús Gnecco Navas, patriarca del clan Gnecco Cerchar.[34] Sus descendientes más conocidos son:
  - Ernesto Samper: Expresidente de Colombia 1994. Su campaña presidencial fue financiada por el Cartel de Cali en el Proceso 8000. El clan Gnecco Cerchar lo apoyó en su campaña presidencial, y en el congreso tuvieron de secretario como ficha al senador Pedro Pumarejo Vega.
  - Daniel Samper Pizano: Escritor y folclorista del vallenato.
    - Daniel Samper Ospina: Periodista, youtuber, columnista y comediante.

- Kiko Gómez Cerchar: Narcoparamilitar y exgobernador del departamento de La Guajira en 2012.[1] Casado con Bibiana Bacci García quien es pariente del narcotraficante Marquitos Figueroa García. Kiko es primo hermano de los Gnecco Cerchar por parte materna. Elvia Cerchar, matrona de los Gnecco Cerchar es hermana de la madre de Kiko, Yolanda Cerchar.[7] Actualmente condenado a 55 años de cárcel por los crímenes de la exalcaldesa de Barrancas Yandra Brito Carrillo, su esposo Henry Ustáriz Guerra y su escolta Wilfredo Fonseca Peñaranda. Sus hijos son:
  - Juana Yolanda Gómez Bacci: Hija mayor de Kiko Gómez y excandidata a la alcaldía del municipio de Barrancas.[35]
  - Fernando Andrés Gómez Bacci: Hijo mayor de Kiko Gómez.
  - Valeria Gómez Bacci: Hija menor de Kiko Gómez.

- Lidia Ester Cerchar Fajardo: Prima de los Gnecco Cerchar por lado materno. Está casada con el exalcalde de Valledupar Luis Fabián Fernández y fue primera dama de Valledupar. Su esposo fue destituido por corrupción en la alcaldía. Tienen tres hijos:
  - Andrés Arturo Fernández Cerchar: Ha sido candidato a la alcaldía de Valledupar y aspirante a la Cámara de Representantes de Colombia. Fue nombrado secretario de ambiente del Cesar en la gobernación de Franco Ovalle, quien además lo encargó temporalmente como alcalde de Chiriguaná. El cantante y político Jorge Oñate fue acusado de comprar votos en campaña electoral a favor de Andrés Arturo, cuando Fernández aspiraba a ser electo representante, aunque alegó que se hizo "a sus espaldas".[36]
  - Fabián Fernández Cerchar.
  - Ana Marcela Fernández Cerchar.

- César Cerchar De la Rosa: Fue jefe de despacho durante la gobernación de Luis Monsalvo Gnecco, y luego fue nombrado contralor general del departamento del Cesar.[37][38]

- Jacobo Solano Cerchiaro: Escritor y periodista colomboitaliano.[39][40] Es primo hermano de los Gnecco Cerchar y los Gómez Cerchar.

- Salustio Solano Cerchiaro: Hermano de Jacobo Solano Cerchiaro.[41]

- Jorge "Popo" Barros Gnecco: Político regional, diputado de la Asamblea del Cesar.

- Jaime Gnecco Hernández: Exdiputado de la Asamblea del Cesar y médico de nacionalidad colomboargentina.[42]
  - Luz Marina Gnecco Plá, alias "La Muma": Hija de Jaime Gnecco y asesora política del clan. Fue aspirante al congreso. Tiene nexos con Piedad Córdoba, las FARC, el peronismo argentino y el Chavismo venezolano. Es hija de Jaime Gnecco Hernández.[42]
- Miguel Gnecco Hernández: Exalcalde de Valledupar en 1978.

- Armando Gnecco Hernández: Comunicador social y locutor de la emisora Radio Guatapurí.

- Omaira Gnecco: Casada con Celso Castro Castro, quien es del tradicional clan Castro del Cesar y Magdalena. Es hijo de Pedro Castro Trespalacios y hermano de Pepe Castro Castro.[43] Entre sus hijos están:[43]
  - Miguel Castro Gnecco, alias "Armando Iglesias": Exmiembro de las AUC.
  - Celso Castro Gnecco, alias "Chechito": Fue víctima de un atentado sicarial el 10 de julio de 2019.[44] Uno de sus hijos es el exconcejal de Valledupar, Roberto Carlos "Rober" Castro Romero.[45]
  - Patricia Castro Gnecco.
  - Juan Pablo Castro Gnecco.
  - "La Nena" Castro Gnecco.

- Gustavo Gnecco Oñate: Exdiputado de la Asamblea del César y ganadero residenciado en La Paz (Cesar). Hijo de Miguel Gnecco Navas y Delfina Oñate, y primo de los Gnecco Cerchar.[46] Estuvo secuestrado en 1996.[47] En 1998 las FARC destruyeron su finca con explosivos y el Estado tuvo que indemnizarlo.[48] Medio hermano por parte materna de Jorge Oñate.

- Jesualdo Gnecco Oñate, alias "El Mocho": Ganadero y contrabandista de gasolina en La Paz (Cesar). Es padre de Armando de Jesús Gnecco Vega, alias "Mandarino" y hermano de Gustavo Gnecco Oñate. Hijo de Miguel Gnecco Navas y Delfina Oñate, y primo de los Gnecco Cerchar.[46] Estuvo involucrado en el homicidio de una funcionaria judicial, pero fue luego exonerado por la justicia colombiana. Murió en un accidente de tránsito en abril de 2010.[49][46] Su compañera sentimental Dina Luz López Oñate, y la hija de Dina, Lila Luz Paz López fueron asesinadas por sicarios en noviembre de 2010.[50]
  - Armando de Jesús Gnecco Vega, alias "Mandarino": Sicario y operador financiero de Marquitos Figueroa. Es medio hermano por parte materna de Jorge Oñate. Gnecco Vega fue uno de los capturados en relación con el asesinato de Efraín Ovalle.[51]
  - Maritza Gnecco Centeno: Hija mayor de Jesualdo Gnecco.
    - Pedro Miguel Olivella Gnecco: Nieto de Jesualdo Gnecco.

### Parientes políticos
- Jorge Oñate: Cantante vallenato. Casado en segundas nupcias con Nancy Zuleta, quien es hermana de "Lilo" Zuleta, esposa de Lucas Gnecco Cerchar, es decir Lucas y Jorge son concuñados. Oñate es tío político de los Gnecco Zuleta; el senador José Alfredo, Eddie José, José Eduardo "Lalo" y Xilena María Gnecco Zuleta. Los medio hermanos de Jorge por parte de madre son Jesualdo "El Mocho" (f. 2010) y Gustavo Gnecco Oñate. Es tío de Armando Gnecco Vega, alias "Mandarino". Fue acusado por el asesinato de su primo y excandidato a la alcaldía del municipio de La Paz Efraín Ovalle Oñate. Fallecido en 2021 en la ciudad de Medellín por complicaciones derivadas del COVID-19.

- Vicky Dávila: Periodista, precandidata presidencial y ex directora de la Revista Semana, está casada con José Amiro Gnecco desde 2008, y tuvieron un hijo llamado Salomón Gnecco Dávila, cuarta generación del clan Gnecco.[52][53]

- Rafael Bolaños Guerrero: exgobernador del departamento del Cesar en 2001.[9] Fue apoyado por el clan durante la campaña a la gobernación y estuvo casado con Gina Gnecco Cerchar con quien tuvo dos hijas Cindy y Julianne Inés Bolaños Gnecco.[29] Bolaños fue destituido por la Procuraduría por utilizar el cargo de primera dama departamental, ejercido por Cielo Gnecco Cerchar para promover la campaña electoral del hijo de Cielo, Luis Alberto Monsalvo Gnecco a la cámara de representantes y la lista de Álvaro Araújo Castro.[9] Luego, cuando Monsalvo Gnecco aspiró y resultó elegido Gobernador del Cesar, su madre Cielo fue nombrada nuevamente como Primera dama departamental y Bolaños fue nombrado Secretario de Salud departamental.[9] Luego de su divorcio se intentó distanciar del clan para aspirar de manera independiente a cargos públicos, sin éxito.

- Gonzalo Gómez Soto: Es concuñado de Kiko Gómez Cerchar, no son primos, pero si son muy cercanos. Gómez Soto ha sido apoyado por el clan Gnecco para sus aspiraciones a representante a la Cámara por el Cesar y a la alcaldía de Valledupar.[54]